# Bénaménil
Bénaménil is een gemeente in het Franse departement Meurthe-et-Moselle in de regio Grand Est. De plaats maakt deel uit van het arrondissement Lunéville en sinds 22 maart 2015 van het kanton Baccarat, toen het kanton Lunéville-Sud, waar Bénaménil daarvoor deel van uitmaakte, werd opgeheven.

## Geografie
De oppervlakte van Bénaménil bedraagt 9,4 km², de bevolkingsdichtheid is 53,0 inwoners per km².
De onderstaande kaart toont de ligging van Bénaménil met de belangrijkste infrastructuur en aangrenzende gemeenten.

## Demografie
Onderstaande figuur toont het verloop van het inwonertal (bron: INSEE-tellingen).